# Barbula prostrata
Barbula prostrata là một loài rêu trong họ Pottiaceae. Loài này được (Mont.) A. Jaeger mô tả khoa học đầu tiên năm 1873.